# Bruno Moura
Bruno Filipe Araújo de Moura (Porto, 31 de dezembro de 1977) é um treinador de futebol português que atualmente é analista tático do Corinthians.

## Percurso profissional

### Preparador-físico
Bruno Moura, filho de um reconhecido fisioterapeuta do FCP, Rodolfo Mora, iniciou a sua carreira como preparador físico no Beira-Mar em 2003, que na altura era comandado pelo treinador principal António Sousa. Mas durou apenas uma época, como assistente de António Sousa; na época seguinte segui o comando de Rui Bento na Académica de Viseu, também como preparador físico. Passou depois pelo Moreirense, ao lado de Vítor Oliveira e Jorge Jesus, do Rio Ave até chegar ao Benfica na época de 2006-2007, pela mão de Fernando Santos que agradado pelo desempenho convida-o para ser membro do staff no PAOK, após este (Fernando Santos) ser despedido do Benfica.

### Treinador Principal
Como Treinador, Bruno Moura rende António Sousa do comando técnico do Beira-Mar em 2008, até ser substituído por Leonardo Jardim do comando técnico. Após um hiato, em 2010 é convidado a assumir o Santa Clara devido ao Vítor Pereira ter ido adjuvar o André Villas Boas, no comando técnico do FC Porto.